# Weibelskopf

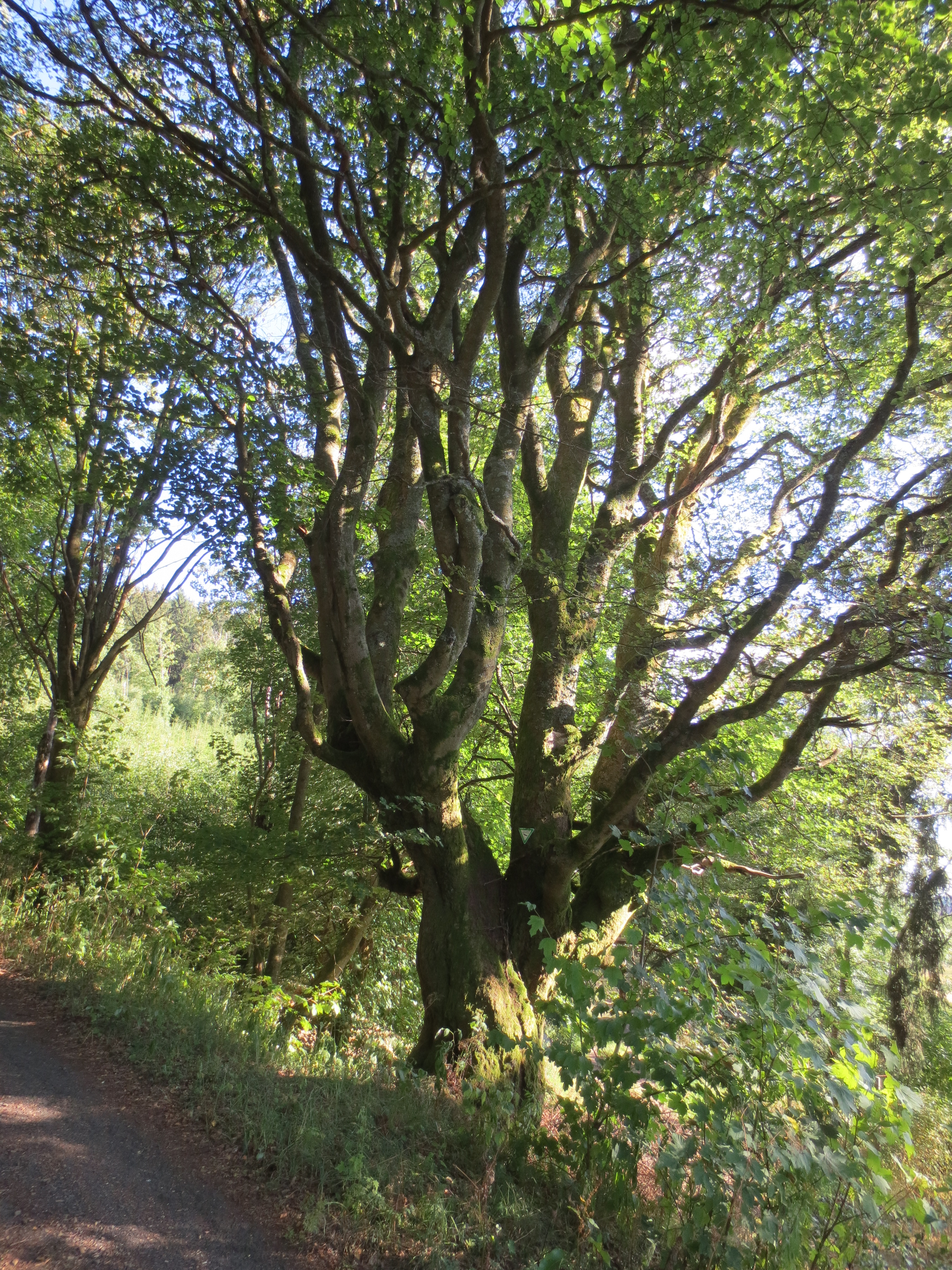
Naturdenkmal Rotbuche am Fuße des Berges "Weibelskopf".

Der Weibelskopf ist ein 620,7 m ü. NHN hoher Berg im Rothaargebirge bei Benfe im nordrhein-westfälischen Kreis Siegen-Wittgenstein.

## Geographie

### Lage
Der Weibelskopf erhebt sich im Südteil des Rothaargebirges und im Südosten des Naturpark Sauerland-Rothaargebirge im Wittgensteiner Land. Der Gipfel des überwiegend zur Stadt Bad Laasphe gehörenden Bergs liegt 1,9 km westsüdwestlich des Bad Laaspher Stadtteils Weide und 0,9 km nordöstlich des Erndtebrücker Ortsteils Benfe. Nordöstlicher Nachbar des Berges ist die Birkenhecke (661,1 m), südsüdwestlicher der Aukopf (644,9 m).

### Naturräumliche Zuordnung
Der Weibelskopf gehört in der naturräumlichen Haupteinheitengruppe Süderbergland (Nr. 33) in der Haupteinheit Rothaargebirge (mit Hochsauerland) (333) und in der Untereinheit Dill-Lahn-Eder-Quellgebiet (333.0) zum Naturraum Ederkopf-Lahnkopf-Rücken (333.01).

### Berghöhe und Höhenlage
Der Weibelskopf ist 620,7 m hoch. Auf seiner im Stadtgebiet von Bad Laasphe liegenden Gipfelregion befinden sich in Gipfelnähe zwei trigonometrische Punkte auf 620,5 m (südöstlich) und 618,9 m (westlich) Höhe. Etwa 230 m nordnordöstlich des Berggipfels befindet sich ein auf 605,2 m Höhe gelegener Bergsattel mit auf 605,3 m Höhe gelegener Waldwegkreuzung, der über einen 616,6 m hohen südwestlichen Vorgipfel im Flurstück Birkenhecke zum Berg Birkenhecke (661,1 m) überleitet.

### Fließgewässer und Rhein-Weser-Wasserscheide
Über den Weibelskopf verläuft die Rhein-Weser-Wasserscheide: Vorbei an der Nordostflanke des Berges fließt der vom Berg Birkenhecke kommende Breitenbach (Eltershauser Bach) als westlicher Zufluss der Lahn, und auf seiner Süd- und Südostflanke entspringen mit Weibelsbach und Hermelsbach zwei kleine Zuflüsse des Ahbachs, eines Lahn-Zuflusses; sie alle zählen zum Flusssystem Rhein. Auf seiner Nordwestflanke liegt die Quelle eines kleinen namenlosen und das Naturdenkmal Rotbuche passierenden Bachs als östlicher Zufluss der Benfe, welche in die Eder mündet und somit zum Flusssystem Weser gehört.

## Verkehr und Wandern
Westlich vorbei am Weibelskopf verläuft von Benfe in Süd-Nord-Richtung entlang der Benfe nach Erndtebrück die Landesstraße 720 und südlich vorbei von der Eisenstraße des Rothaargebirges (L 722) etwa in West-Ost-Richtung entlang des Ahbachs nach Volkholz die L 719. Auf dem Berg gibt es ein weit verzweigtes Wegnetz.